# Suché doly
Suché doly jsou zrušená přírodní rezervace na Slovensku. Nacházela se v katastrálním území města Tisovec v okrese Rimavská Sobota v Banskobystrickém kraji. Území bylo vyhlášeno roku 1953 s rozlohou 257,4601 hektaru. Přírodní rezervace byla k 1. květnu 2023 zrušena a nahrazena chráněným areálem Tisovský kras.